# غیرمنفی
غیرمنفی، در ریاضیات، به عمل‌هایی می‌گویند که نتوان حاصل منفی‌ای از آن‌ها به دست آورد؛ یعنی حاصل مسئله از عددِ ۰ کمتر نباشد و حاصل عدد مثبت باشد. حاصل‌های غیرمنفی در ریاضیات بی‌نهایت است.
بعضی از عمل‌ها هم هستند که در آن‌ها، هم حاصل مثبت و هم حاصل منفی بتوان به دست آورد.

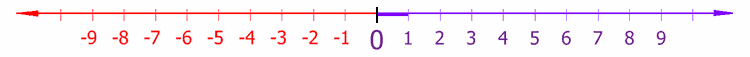
نمودار عددهای منفی و مثبت.

## عمل‌های غیرمنفی
- قدر مطلق
- ریشه‌های زوج